# Биньяк
Бинья́к (фр. Bignac) — коммуна во Франции, находится в регионе Пуату — Шаранта. Департамент — Шаранта. Входит в состав кантона Руйак. Округ коммуны — Коньяк.
Код INSEE коммуны — 16043.
Коммуна расположена приблизительно в 390 км к юго-западу от Парижа, в 95 км южнее Пуатье, в 18 км к северо-западу от Ангулема.

## Население
Население коммуны на 2008 год составляло 225 человек.
| 1962 | 1968 | 1975 | 1982 | 1990 | 1999 | 2008 |
| ---- | ---- | ---- | ---- | ---- | ---- | ---- |
| 153  | 155  | 160  | 178  | 168  | 198  | 225  |

## Экономика
В 2007 году среди 133 человек в трудоспособном возрасте (15—64 лет) 100 были экономически активными, 33 — неактивными (показатель активности — 75,2 %, в 1999 году было 67,8 %). Из 100 активных работали 89 человек (52 мужчины и 37 женщин), безработных было 11 (3 мужчины и 8 женщин). Среди 33 неактивных 13 человек были учениками или студентами, 12 — пенсионерами, 8 были неактивными по другим причинам.

## Достопримечательности
- Приходская церковь Сен-Мартен
  - Бронзовый колокол (1666 год). Исторический памятник с 1944 года[3]

## Фотогалерея
- Церковь Сен-Мартен
- Общественная прачечная
- Городской фонтан
- Колонка